# Rusko-Baltská vagónka

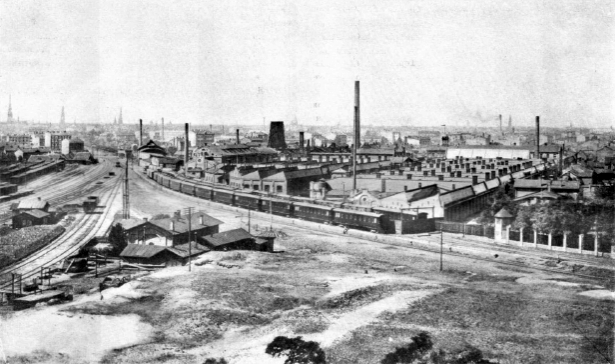
RBVZ, Riga 1909

Rusko-Baltská vagónka (RBVZ, rusky Русско-Балтийский вагонный завод) byla továrna na výrobu železničních vagónů, založená v Rize v roce 1869 jako pobočka německé firmy Van der Zypen und Charlier. V roce 1874 se továrna osamostatnila a brzy se rozrostla do velkého strojírenského závodu. Vyráběly se zde motory, zemědělské stroje a velké dopravní i bombardovací letouny Ilja Muromec. Její část Russo-Balt vyráběla osobní i nákladní automobily a autobusy.
Po vypuknutí první světové války byla továrna v roce 1915 evakuována do různých měst v Rusku, mimo jiné také do Petrohradu a Moskvy.